# Atrium Ljungberg
Atrium Ljungberg AB är ett av Sveriges största börsnoterade fastighetsbolag.

## Bakgrund
Företaget bildades 2007 genom sammanslagning av tidigare Ljungberggruppen och KF-ägda Atrium Fastigheter. Bolaget är noterat på NASDAQ OMX Stockholm sedan 1994. Ljungberggruppen har sitt ursprung i den bygg- och fastighetsrörelse som byggmästare Tage Ljungberg startade 1946 och börsnoterade 1994.
Atrium Ljungberg äger, utvecklar och förvaltar fastigheter om över 1 000 000 kvadratmeter uthyrbar yta med ett fastighetsvärde om cirka 50 miljarder kronor. Fokus ligger på att utveckla attraktiva stadsmiljöer med ett blandat innehåll där kontor, bostäder och handel blandas med kultur, service och utbildning. Tyngdpunkten ligger på kontor i Stockholmsområdet. 
Atrium Ljungberg utvecklar oftast större sammanhängande områden i Stockholm, Göteborg, Malmö och Uppsala. Bland dessa kan nämnas
- Stockholm: Sickla, Slussen, Slakthusområdet, Hagastaden, och Kista
- Göteborg: Lindholmen
- Uppsala: Gränbystaden
- Malmö: Mobilia

2018 valdes Atrium Ljungberg ut av Stockholms stad att vara den ledande utvecklaren av Slakthusområdet i södra Stockholm.
Industrifastigheter är något av Atrium Ljungbergs specialiteter, vilket bland annat kan ses i Sickla, Nacka och Slakthusområdet, Stockholm.

## Bilder (fastigheter ägda av AL)

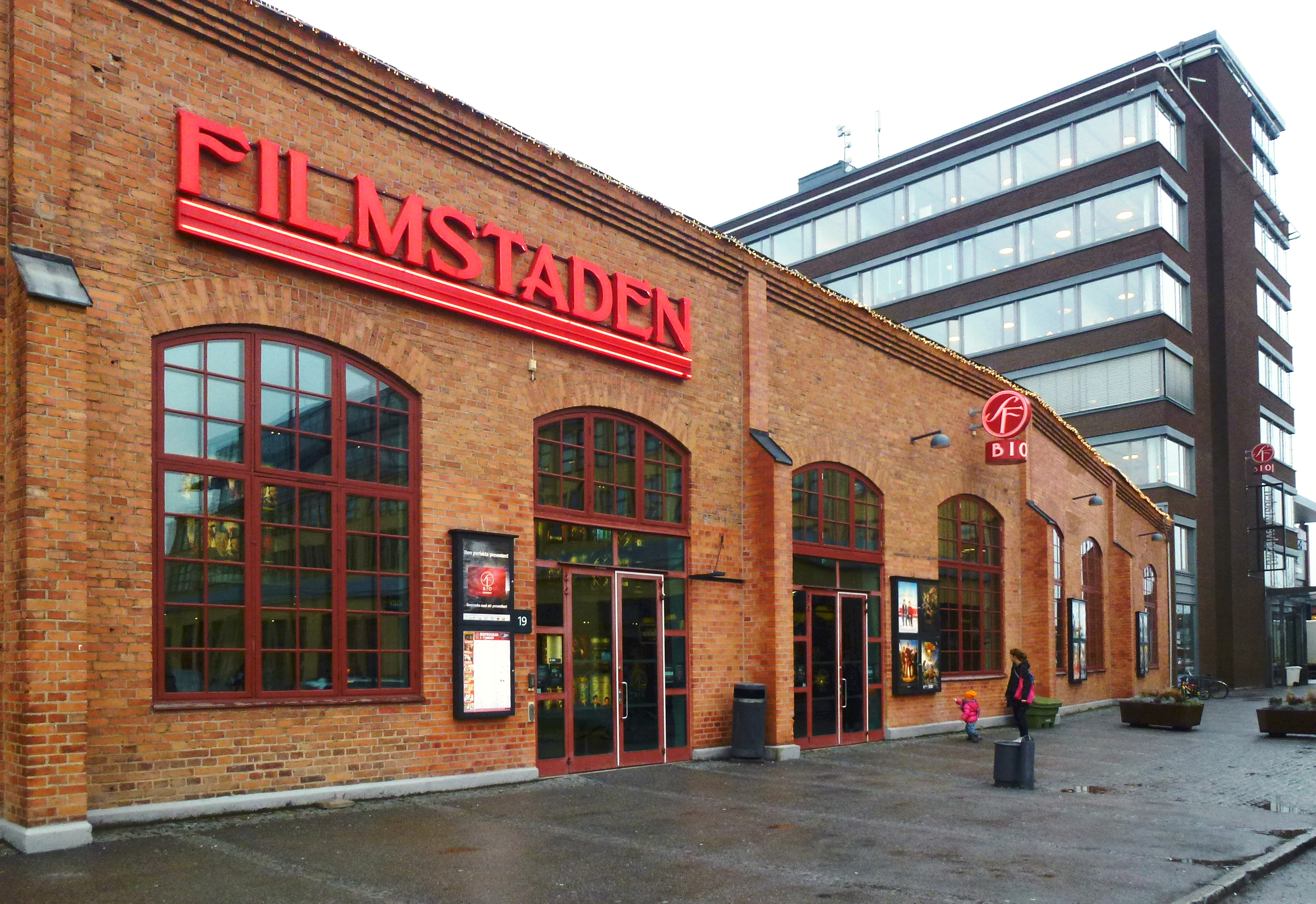
Dieselverkstaden i Sickla.
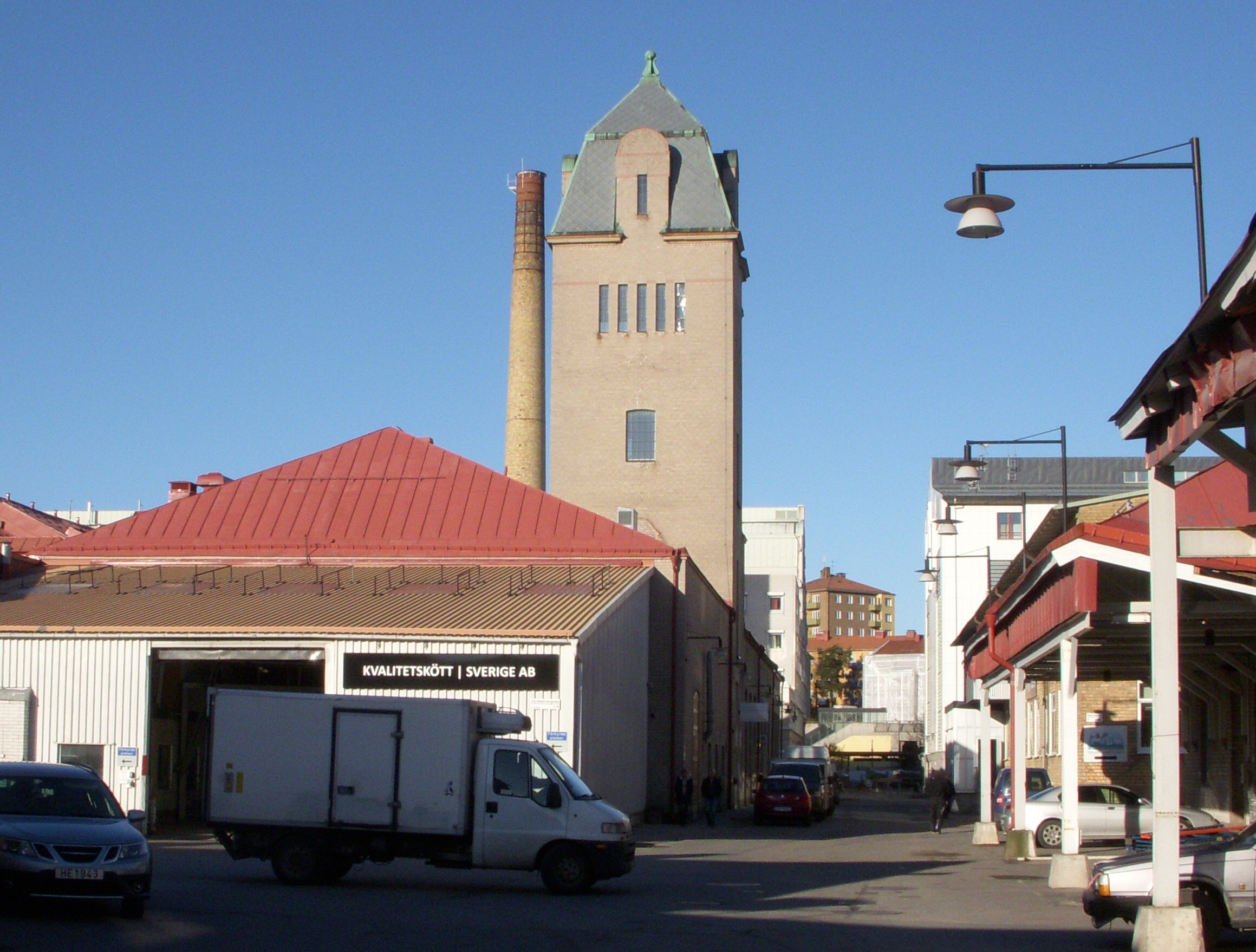
Slakthusområdet.
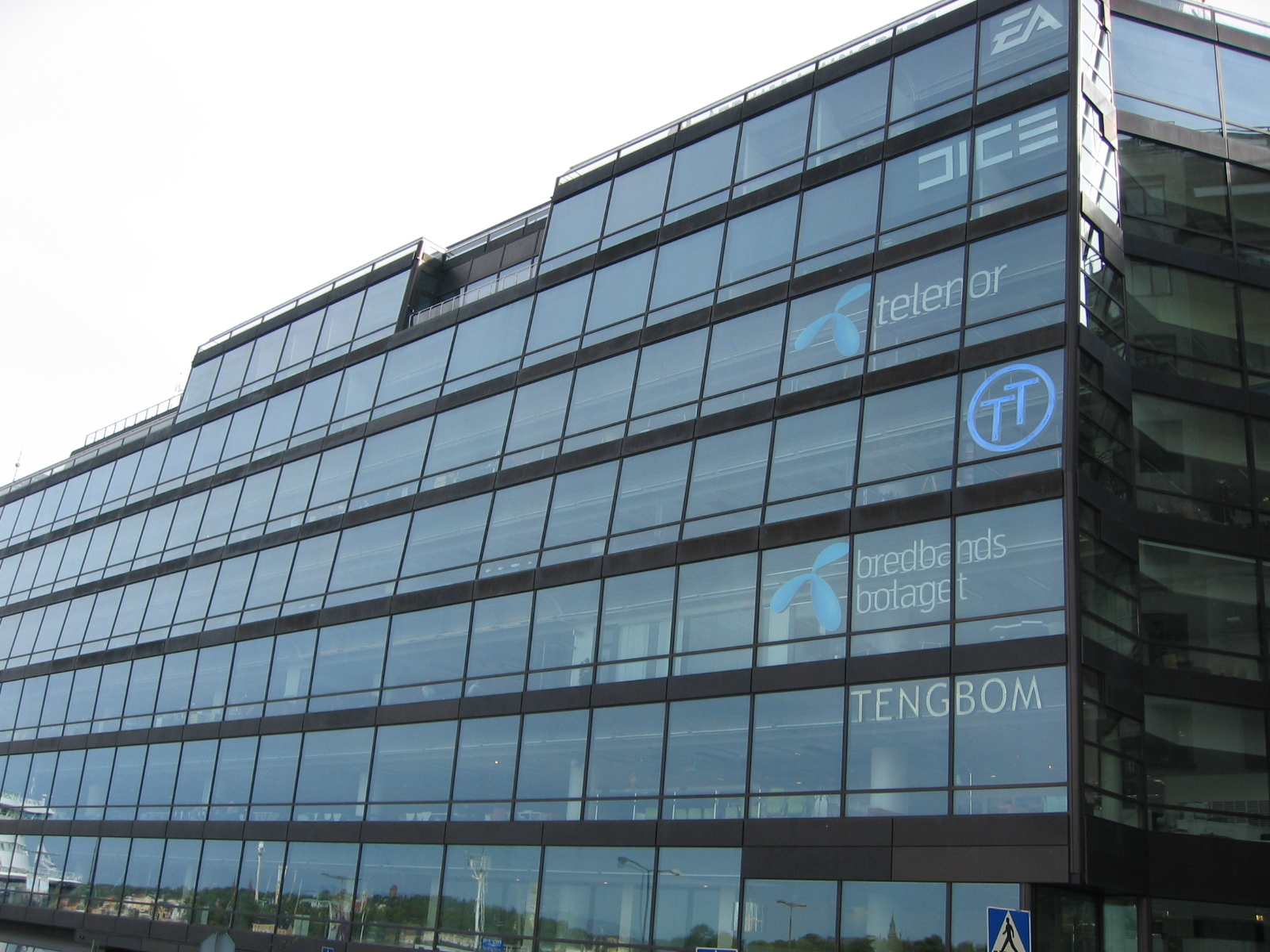
Glashuset vid Slussen.
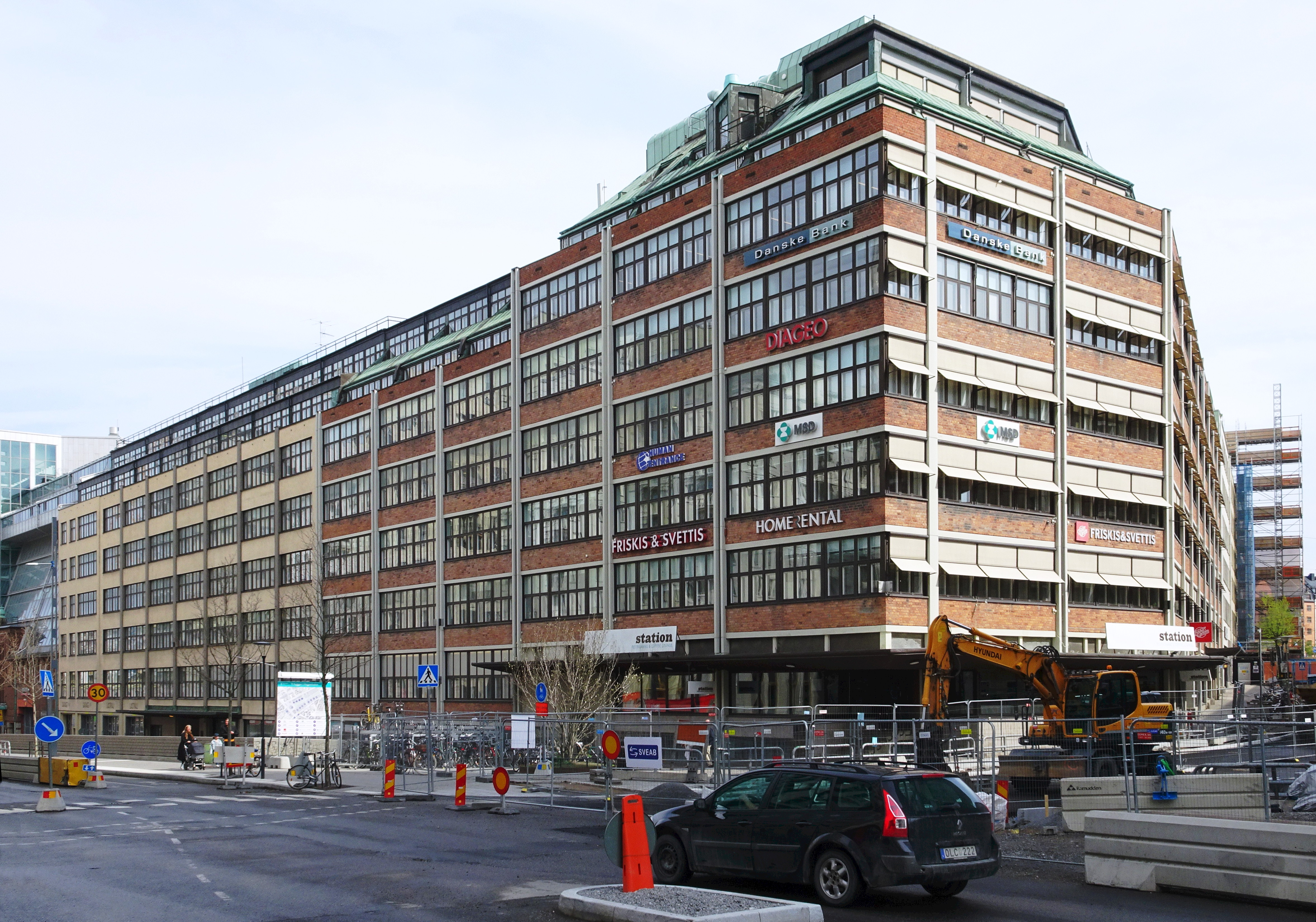
Blästern 6 vid Norra stationsgatan.
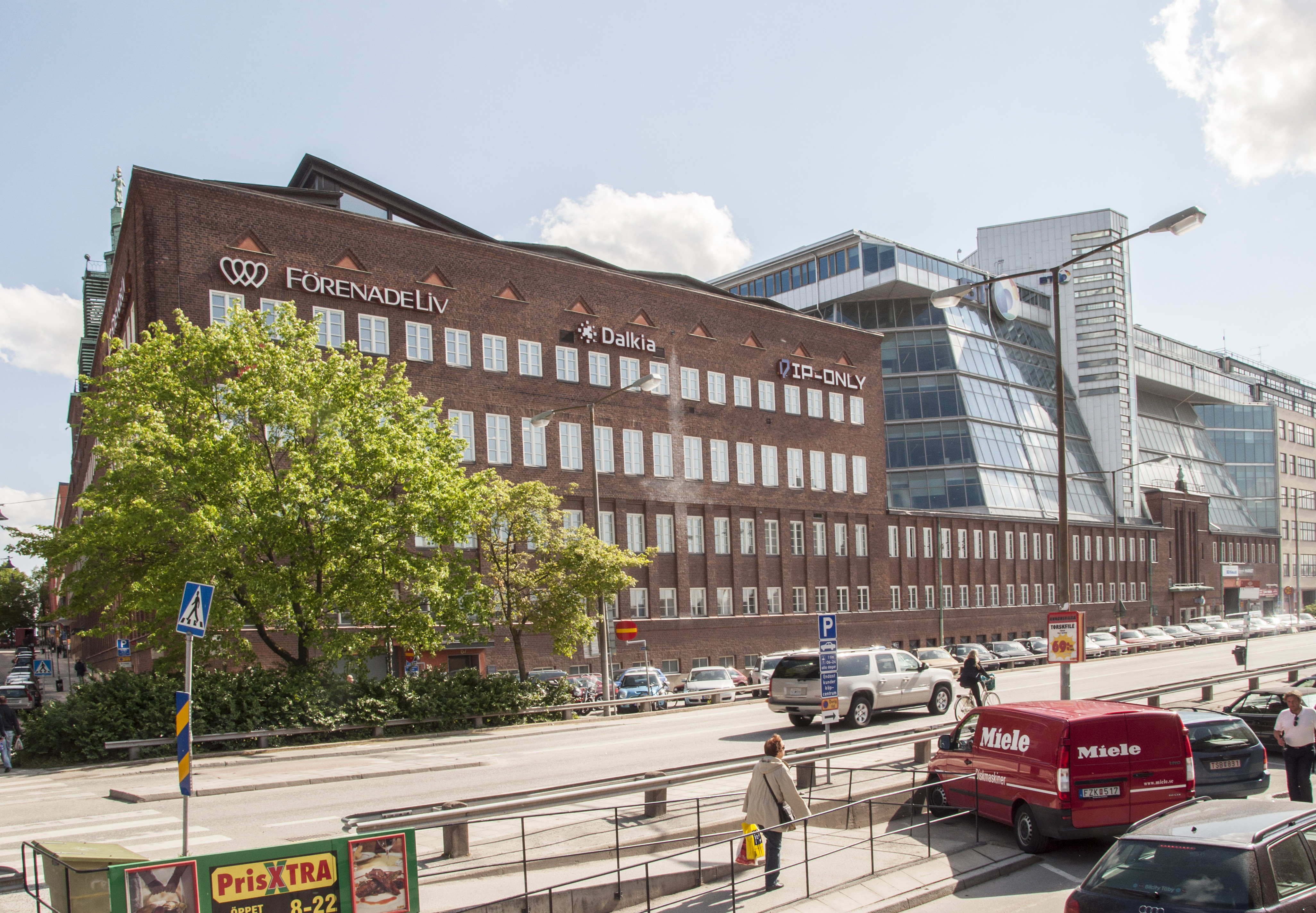
Blästern 11 vid Norra stationsgatan.
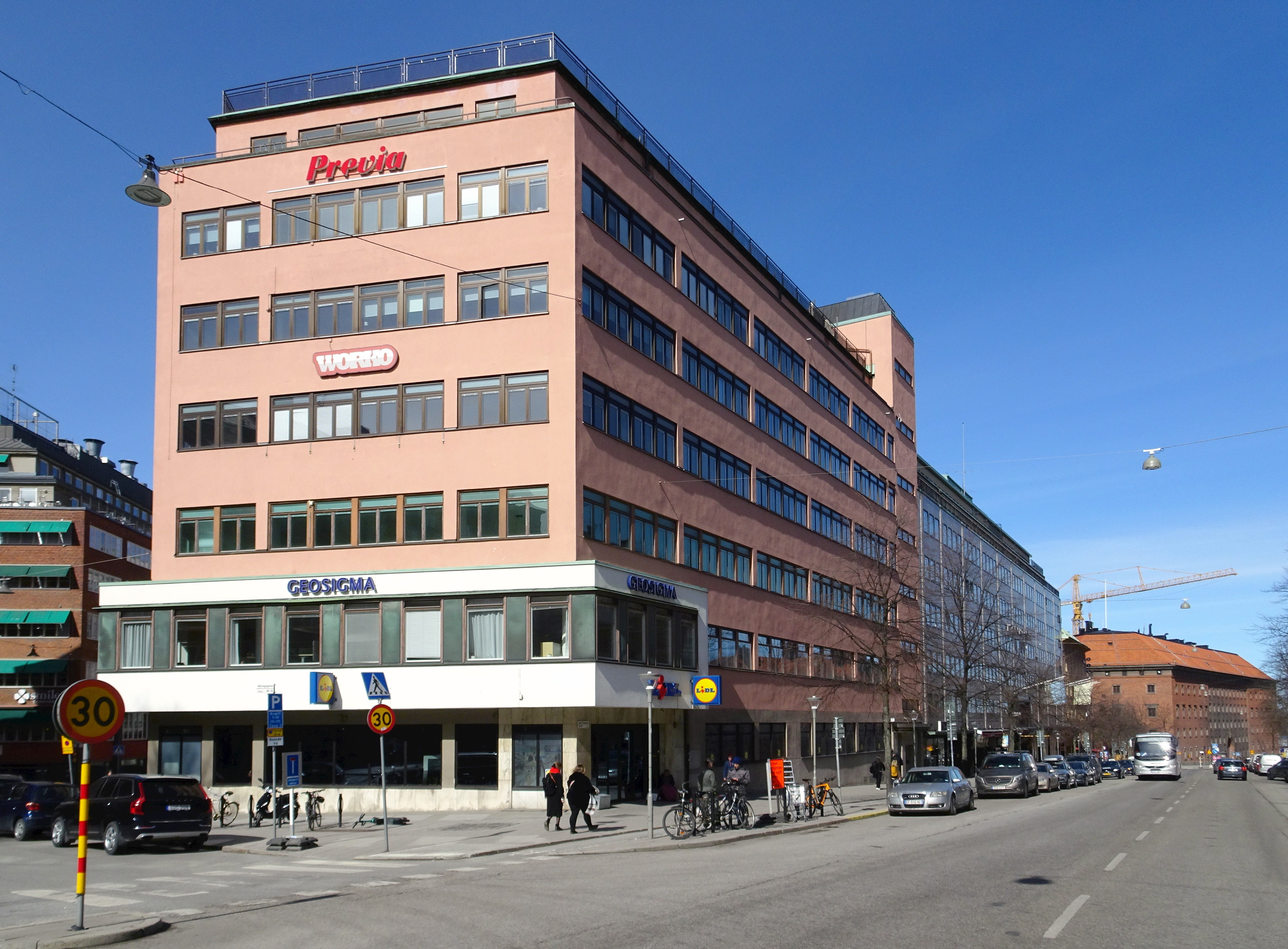
SARA-huset vid Sankt Eriksgatan.
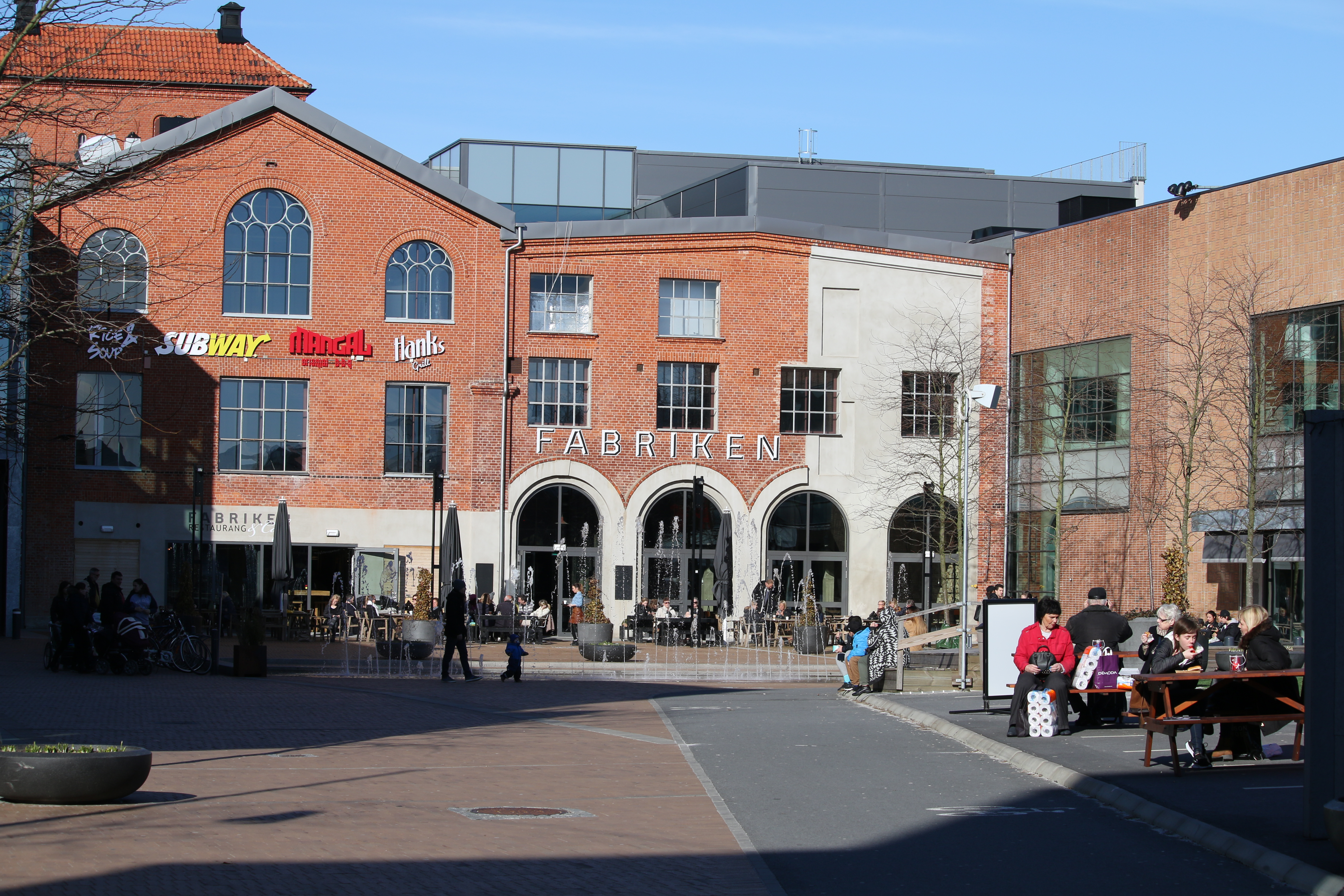
Mobilia köpcentrum i Malmö.
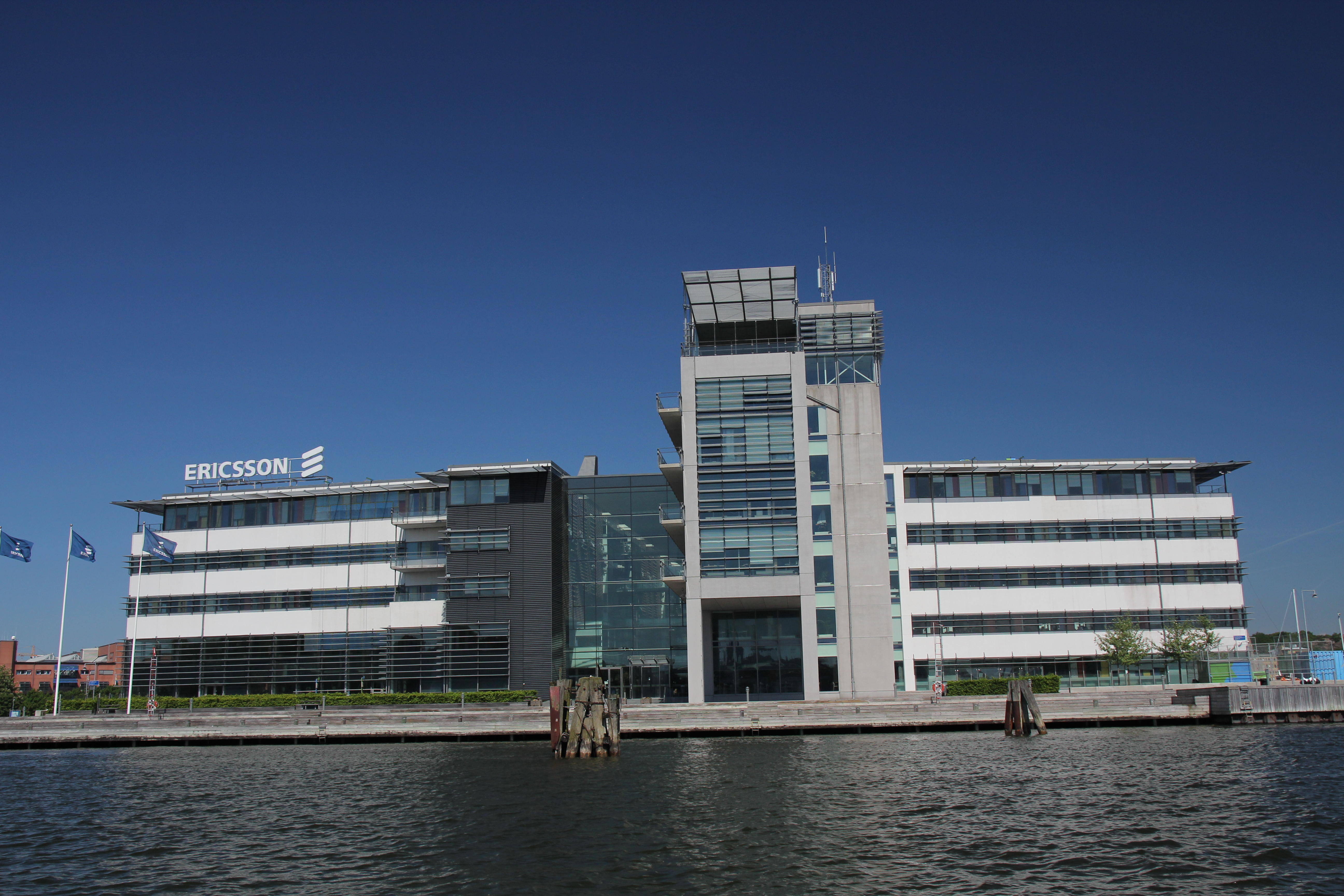
Lindholmen i Göteborg